# Донатела Рицати
Донатèла Рицàти (на италиански: Donatella Rizzati) е италианска преводачка и писателка на произведения в жанра драма и любовен роман.

## Биография и творчество
Донатела Рицати е родена през 1973 г. в Рим, Италия. Получава магистърска степен по чужди езици и литература. Специализира превод. Сред дипломирането си работи като копирайтър, редактор и коректор. Прави редица преводи на романи от френски и английски език на произведенията на Лейни Тейлър, Максим Чатам, Мая Банкс и др. Работата ѝ я вдъхновява сама да започне да пише.
Първият ѝ роман, „Малката билкарница в Монмартър“, е публикуван през 2016 г. Главната героиня Виола Консалви е останала вдовица и отива в Париж, където е учила природолечение, да работи в малко магазинче. В изпъстрената с ухания на билки и с неповторимата атмосфера на Монмартър тя ще трябва да преодолее мъката си и да намери нов път към живота и любовта. Освен в Италия романът излиза в България, Франция, Германия, Турция, Нидерландия, Полша.

## Произведения

### Самостоятелни романи
- La Piccola Erboristeria di Montmartre (2016)
Малката билкарница в Монмартър, изд. „Софтпрес“, София (2017), прев. Марин Загорчев